# Bentong
Bentong (auch: Bentung) ist eine Stadt in Malaysia. Sie hatte bei der Volkszählung des Jahres 2000 40.775 Einwohner. Die Stadt ist Hauptstadt eines gleichnamigen, 1831 km² großen Verwaltungsbezirkes (daerah).
Bentong liegt etwa 50 km nordöstlich von Kuala Lumpur, der Hauptstadt des asiatischen Landes, im Bundesstaat Pahang. Die Stadt wird durch die Main Range, den die Malaiische Halbinsel in Nord-Süd-Richtung durchziehenden Bergrücken, vom Ballungsraum Kuala Lumpur getrennt und liegt in der Nähe der Genting Highlands, eines Erholungsgebietes.
Wichtige lokale Wirtschaftszweige sind Gewinnung, Umschlag und die Weiterverarbeitung von Kautschuk und Zinn.